# ترخان
تَرخان (در منابع قدیمی طَرخان و طرخون) لقبی بود از القاب فرمانروایان آسیای میانه.
ترخان‌ها امیرانی بودند که پادشاهان آن‌ها را از هرگونه پاسخگویی به اعمالشان معاف داشته‌بودند و مجاز بودند در هر زمان دلخواه نزد پادشاه بروند. غنیمت‌های جنگی ایشان نیز از آن خودشان می‌شد و ناچار به واگذاری آن به دیگران نبودند.
ترخان واژه‌ای ایرانی است که ریشۀ سغدی و پارسی میانه آن trk̲h̲ʾn است که زبان‌های ترکی (tarḳan) و به صورت جمع در زبان مغولی tarḳat نیز این واژه را وام گرفته‌اند.
از این‌رو برخی گردآورندگان دانش، مانند دهخدا، این لقب را ترکی پنداشته‌اند.
در دورۀ ساسانیان، یعنی پیش از نفوذ ترکان به منطقهٔ سمرقند، (ح ۲۲۶ـ ح ۶۵۲ میلادی) به امیران بخشی از آسیای میانه و نیز شاهان محلی سمرقند ترخان می‌گفتند. در منابع تاریخی و جغرافیایی سده‌های نخستین اسلامی امرای بلخ و سمرقند و بادغیس و نیز حاکم خزران طرخان نامیده شده‌اند
به نوشتۀ ابن بطوطه این واژه را ترکان اردوی زرین به منطقه‌ای اطلاق می‌کردند که از مالیات و عوارض دیوانی معاف بود.
طرخان، نام یکی از سرداران بابک خرمدین نیز بوده‌است که در ییلاق شخصی‌اش توسط نیروهای افشین غافلگیر و کشته می‌شود.
ترخان منصب و مقامی تشریفاتی در میان ترکان به خصوص در میان مغولان بود. این واژه در منابع به صورت‌های طرخون، طرخان، در گویش خراسانی به رئیس و شریف ترخان می‌گویند و طرخان معرب است. ,,لغت نامه دهخدا ص ۵۶۳ ,, به نقل از فرهنگ رشیدی :طُرخان، تورخان، طلخند، طلخان، طلخون و دَرخان ثبت شده‌است.

## کاربرد
ترخان به معنای آزاده و همچنین شخصی که معاف از انجام دادن خدمات و مصون از مجازات بوده و مقام شناخته شده در میان ایرانی‌تباران، ترکان و مغولان بوده‌است. چنگیز به دو نفر که در موقعیتی بسیار خطرناک به او کمک کرده بودند چنین مقامی داد.
این واژه در سنگ‌نبشته اورخون، در نبشتهٔ کول‌تکین؛ در نبشتهٔ بیلگه خاقان و در سنگ نبشتهٔ تونیوقوق یاد شده‌است، اما در هیچ‌یک از این سه سنگ نبشته به معنای این اصطلاح، جایگاه و وظایف آن لقب و عنوان اشاره‌ای نشده‌است.
تنها در سنگ نبشتهٔ بیلگه قان، بیلگ‌ها و شاداپیت‌ها هر دو گروه ترقان نامیده شده‌اند؛ که این بیانگر آنست که ترخان عنوان و لقبی عام بوده‌است، یعنی دارندگان مرتبه‌های گوناگون اشرافی و درباری که می‌توانستند لقب ترخان داشته باشند
در دورۀ ساسانیان (ح۲۲۶_ح۶۵۲ میلادی) به امرای ترکستان و همچنین شاهان محلی سمرقند ترخان می‌گفتند. در منابع تاریخی و جغرافیایی سده‌های نخستین اسلامی امرای بلخ-بادغیس-حاکم خزران طرخان نامیده می‌شدند. این عنوان به برخی عارفان و روحانیون نیز اطلاق می‌شد. در شاهنامۀ سرداری چینی، سرداری تورانی و همچنین پادشاه ترکستان لقب ترخان دارند.

## نخستین ترخان‌ها
ظاهراً نخستین ترخان‌ها در میان مغول‌ها در زمان چنگیز خان چنین عنوانی یافتند: هنگامی که دو نفر از وابستگان آونگ خان، رئیس قبیلهٔ کرایت از پیش او گریختند و به چنگیز خان خبر دادند که آونگ خان تصمیم به حمله به او را دارد، چنگیز خان در حمله پیش‌دستی کرد و آونگ خان را شکست داد. چنگیز آن دو نفر را که باداس و قشلیق ( کشیلیک) نام داشتند ترخان کرد، و گفته شده که «طایفۀ ترخان که خان در ولایت فرارود و خراسانند از نسل ایشان هستند.»
همچنین در سنگ نبشتهٔ اونگین از بیلگه ایشبارا تمغان ترقان نام برده شده که پسر یک یبغو بوده‌است و یبغوها رهبران قبیله‌های فرودست خاقان بوده‌اند، چنانکه در رأس قبیلهٔ اغوز یک یبغو قرار داشته‌است، سنگ نبشتهٔ سوچی برای قتلغ باغا ترقان نوشته شده‌است و این ترخان بویروق‌ها (که یک عنوان اشرافی) و اوگه‌‌هایی (یک عنوان اشرافی) در فرودست خویش داشته و آن‌ها این سنگ نبشته را نوشته‌اند.
دو کتیبهٔ آشته واویات، سنگ مزار دو ترخان است که یکی از آن‌ها آلتون تمغا ترقان و دیگری شنگوم ترخان شنگوم بوده‌است، و از زبان هر دوی آن‌ها، سخنان پادشاهانه گفته‌اند.

### گزارش جوینی از ترخان شدنکلک و باده
«چون نهارا جهاراً مکاوحت و مکاشفت او (چنگیزخان) متعذر بود، (اونک خان) پنداشت که به مکر و کید دفع او کند و به حیلت و غدر سری که حق تعالی رادر تقویت او بود، منع کند. اتفاق کردند که سحرگاهی غافل بریشان شبیخون برند و خود را از آن اندیشهٔ باز رهانند. … چون بخت بیدار و دولت یار بود دو کودک از آن اونک خان بگریختند یکی کلک و دیگر باده و چنگیزخان را از خبث عقیدت و رجس مکیدت ایشان خبر دادند. چنگیزخان هم در ساعت قوم و اهل را روان گردانید و خان‌ها را از جای بجنبانید. به میعاد سحرگاهی چون بر خان‌ها دویدند، خان‌ها تهی دیدند. مخلص این حکایت آن است که اونک خان با قومی بسیار در طلب او برفت و چنگیزخان باقومی اندک بود. چشمه ایست که آن را بالجونه گویند، آن جا به یکدیگر رسیدند و بسیار کوشش‌ها نمودند. عاقبت چنگیزخان اندک، اونک خان را با گروه انبوه منهدم گردانید … و آن دو کودک را ترخان کرد.»
نام آن دو شخص که به چنگیزخان کمک کردند در منابع به صورت متفاوت ثبت شده‌است، در گزارش جوینی به صورت کلک و باده دیده می‌شود، اما در تاریخ سری به صورت بدای (bodai) و کشلیق (kishliq) آمده است. درمجمع الانساب شبانکاره‌ای نیز به صورت کلک یا کشلیق به صورت قیشلیق دیده می‌شود.
-از جمله کسانی که چنگیز آن‌ها را ترخان کردند؛ بیکی از قوم بآرین؛ بایدو خاتون از قوم بیسیوت، بورچی بوغورچی نویان.
به روایت ابولغازی بهادری خان چنگیز خان پس از گفتگو با قاضی اشرف، روحانی بخارایی، مردم آن شهر را ترخان کرد.
ترخان کردن افراد در هر چهار شاخهٔ فرمانروایان مغولی در ایران و دشت قبچاق (اردوی زرین = آلتین اردو) و چین (خاندان یو آن) و در آسیای میانه (چغتاییان) ادامه یافت.
هولاکوخان هندویی را که وسایل و باروبندی(آغروق) او را از مغولستان سالم به او رسانده بود ترخان کرد، غازان خان هم مهتر نجیب الدین فراش را که پیش از آنکه به پادشاهی برسد در جوین از او به گرمی استقبال کرد را ترخان کرد.
به گزارش برخی منابع شیخ اویس ،علیشاه جیلان وزیر اولجایتو و ابوسعید نیز از امیر ترخان نام یاد شده‌است.
نام چند تن معروف که به مقام ترخانی در دورهٔ ایلخانی دست یافتند:
۱_به قدرت رسیدن ارغون خان و ترخانی بوقا
۲_ به قدرت رسیدن الجایتو و ترخانی اسماعیل
۳_صاداق ترخان شحنۀ شیراز
تاج‌الدین علیشاه جیلانی وزیر و مرتبهٔ ترخانی یافت.
۴_ وصاف الحضرۀ شیرازی مرتبهٔ ترخانی یافت.

#### کاربردهای بعدی
کاربرد واژهٔ ترخان به همان معنی که در زمان چنگیز در زبان مغولی و به معانی دیگر در زبان‌های مغولی، ترکی و بعضی زبان‌های ایرانی غیر از فارسی معیار ادامه داشته‌است.
امروزه واژۀ دارخان (به صورت جمع= دارخاد یا دارخات) به معنای استادکار- آهنگر و همچنین مکان‌های مذهبی که از مالیات معاف هستند به کار می‌رود.
در زبان مغولی مصدر واژهٔ دارخالا به معنای آهنگری و صنعتگری است، اگرچه این واژه در زبان ترکی معیار معاصر کاربردی ندارد، ولی در گویش‌های محلی آناتولی به معنای کسی که به دلیل کار نکردن فربه شده یا انسان و حیوانی که از کار کردن معاف شده باشد به کار می‌رود.
در فرهنگ اصطلاحات دیوانی مغول را جعبۀ واژهٔ ترخان این چنین می‌گویند (چنگیز خان از قوم بارین، شخصی را انکقون رها کرده مثل اینکه اسب و دیگر حیوانات را انکقون می‌کنند یعنی کسی که آزاد وترخان باشد، همچنین در مناقب آورده شده که (عده‌ای از قصابان سر رسیدند، می‌خواستند جانوری را سر ببرند، به آن‌ها دستور داده شد که آزادش کنید، آن‌ها قبول کردند وجانور را ترخانش گذاشتند یعنی آزادش کردند).
در منابع ترخان کردن جانوران از جمله اسب توسط مغولان دیده می‌شود

##### صاحب مقام ترخان دارای چه امتیازاتی بود
از دورهٔ چنگیز ،(متوفی ۶۲۴)، ترخان لقب و عنوانی تشریفاتی شد که پادشاه آن را به شاهزادگان، حاکمان، امیران نظامی، مقربان درگاه و همچنین به کسانی که کار شایسته‌ای انجام می‌دادند می‌داد، مثلاً به کسانی که راهزنان را سرکوب می‌کردند، یا خبری مهم را می‌رساندند یا پرنده‌ای برای سلطان شکار می‌کردند.
«ناگاه یکی از__ قوشچیان صعوه‌ای که مغول آن را قرجه خواند، صید کرد و موقف عبودیت چوک (چوک / čōk/ ترکی، چک، زانو زدن برای احترام به خان) زده عرضه داشت … چنگیز خان بدان تفأل کرده آن را به قبول مقابل فرمود و___ جانور دار را ترخان کرد.
صاحب مقام ترخان، در دورهٔ مغول حقوق و امتیازات فروانی داشت و گاهی اوقات شخصی که صاحب این مقام می‌شد از ثروت و اعتبار فروانی برخوردار می‌گردید، بطور کلی در منابع نه امتیاز برای کسی که مقام ترخان داشت ذکر شده است.
معافیت از مالیات و عوارض دیوانی تا نه نسل، بخشیدن جرم و جنایت تا نه بار، معافیت غنایم جنگی از (عشر دیوانی)، رفت‌وآمد به بارگاه سلطان بدون کسب اجازه، نشستن در حضور سلطان، بردن دختر هرکس «بجز دخترپادشاه» به حرامسرای خویش بدون کسب اجازه از والدین دختر، استحقاق گرفتن نه جام شراب از دست سلطان، پیشاپیش سلطان حرکت کردن در سفرها، صاحب مقام ترخان امتیاز گرفتن جایزه از دست سلطان را داشت و نباید از نه بار کمتر می‌بود.
عطا ملک جوینی در باب مزایای ترخان این چنین می‌گوید:
ترخان آن بود که از همهٔ مؤنات معاف بود و در هرلشکر که باشد هر غنیمت که یابند ایشان را مسلم باشد، و هرگاه که خواهند در بارگاه‌ها بی اذن و دستوری در آیند و ایشان را لشکر ومرد داد… و فرمود تاچندگناه که از ایشان در وجود آید ایشان را بدان مؤخذات ننمایند تا به نهم فرزندایشان همین حقوق مرعی باشد، اکنون از نسل آن دو شخص بسیار اقوام است در همهٔ ممالک، تمامت مکرم و محترم باشند و در خدمت پادشاه عزیز و موقر .» باوجود این امتیازات گاه ممکن بود ترخان به علت ظلم وتعدی به مردم مجازات و محاکمه شود.
شمیس شریک امین آورده که ترخان به کسی می‌گفتند که از همهٔ تکالیف دیوانی معاف بود و هنگام حضور در لشکر اگر غنیمتی به دست می‌آوردند حق او مسلم بود، هر گاه که می‌خواست می‌توانست بدون اجازه نزد سلطان برود و تا هنگامی که نُه گناه از او سر نزده باشد او را مؤاخذه نمی‌کردند و تا نُه نسل او از فرزندانش از پرداخت مالیات دیوانی معاف بودند.

## ترخانی در سرزمین‌های مختلف
مقام ترخانی در ماوراءالنهر و ترکستان تا قرن دهم و در ایران تا اواخر عصر صفوی (ح ۹۰۶، ۱۱۳۵) وجود داشت؛ چنان‌که به تاریخ ۱۱۱۱ بر اساس حکمی شخص بنام عباسقلی خان را به ترخانی شروان منصوب کردند و با دادن این مقام و سِمَت به او وظایفی بر عهدهٔ او نهاده شد و همچنین برخی امتیازات به او اعطا گردید
داشتن مقام و لقب ترخان در مصر دورهٔ ممالیک (ح ۶۴۸–۹۲۲) مرسوم بود وکسی که دارای این لقب بود از بعضی امتیازات نُه گانه برخوردار بود و هرگاه یکی از نظامیان با دیوانیان به سن پیری می‌رسید از حاکم مقام ترخانی دریافت می‌کرد واین مقام گاه به صورت موروثی به فرزندان وی منتقل می‌شد.
در روم شرقی نیز به سپاهیانی که فرماندهی پنج هزار سرباز را بر عهده داشتند ترخان اطلاق می‌شد.
_در میان مغولان عالی‌ترین مقام ایل یا دولت «خان» بود، اقوال و اعمال خان در آن جامعه قانون دانسته می‌شد که مغولان به آن «یاسا» می‌گفتند.
خان بر جان ومال رعایای خود مسلط بود و در قبال خدمات خاص و مهم پاداشی اعطا می‌کرد لذا بهترین و بالاترین پاداش برای خدمات خاص ومهم مرتبهٔ «ترخانی» بود.
ترخانی مرتبه‌ای بود که شخصی که این مقام را داشت بر اساس آن آزاد و از انجام خدمات دیوانی. معاف و در میزان معینی از خطا مصون از مجازات دانسته می‌شد.
به این ترتیب خان نه بخشی از مقام و موقعیت خویش بلکه امتیازاتی از آن را بصورتی معین به شخصی اعطا می‌کرد، بطوری که از هر گونه قرار گرفتن در معرض داوری به میزان و مدتی محدود معاف و مصون می‌شد.
پدیدهٔ ترخانی در جامعهٔ تورانی از این زمینهٔ اجتماعی نشات می‌گرفت که این جامعه به دو گروه کلی «اشراف» خوانین و عامه «قراجو» تقسیم می‌شدند. هر یک از اشراف قبایل خان زاده به‌شمار می‌آمدند و هرکدام از آن‌ها می‌توانستند به مرتبهٔ خانی نائل شوند و از امتیازات آن برخوردار شوند. اما گروه دیگر قراجوها که مردمانی غیرخان بودند در هرم اجتماعی جایی نداشتند، قراجو به معنای سر سیاه جهت تأکید بر همین معنا بود.
در چنین حالتی. برای پاداش دادن به قراجوها در ازای خدمات بسیار حساس در زمان‌هایی که تأثیرات مهمی داشته‌است اقدام به اعطای مرتبهٔ ترخانی می‌کردند.

## طرخاندرشاهنامه فردوسی
در شاهنامه فردوسی از فردی جنگجو به نام طرخان در سپاه ارجاسب پادشاه توران یاد می شود که فرمانده ده هزار نیروی لشکر بود:
| به طرخان چنین گفت کای سرفراز |  | برو تیز با لشکری رزمساز   |
| ببر نامدران دژ ده هزار       |  | همه رزم جویان خنجرگزار    |
| نگه کن که این جنگجویان کیند  |  | وزین تاختن ساختن برچیند   |
| سرافراز طرخان بیامد دوان     |  | بدین روی دژ با یکی ترجمان |
| سپه دید با جوشن و ساز جنگ    |  | درفشی سیه پیکر او پلنگ    |
| سپه‌کش پشوتن به قلب اندرون    |  | سپاهی همه دست شسته به خون |

در داستان هفت‌خوان اسفندیار زمانی که طرخان برای مبارزه با سپاه ایران  از روئین‌دژ خارج شده و به جنگ می‌رود توسط نوش آذر کشته می‌شود:
| به جنگ اندر آمد سپاه از دو روی |  | هرانکس که بد گرد و پرخاشجوی  |
| بشد پیش نوش‌آذر تیغ‌زن           |  | همی جست پرخاش زان انجمن      |
| بیامد سرافراز طرخان برش        |  | که از تن به خاک اندر آرد سرش |
| چو نوش‌آذر او را به هامون بدید  |  | بزد دست و تیغ از میان برکشید |
| کمرگاه طرخان بدو نیم کرد       |  | دل کهرم از درد پربیم کرد     |